# Curtis Williams Sabrosky
Curtis Williams Sabrosky, född den 3 april 1910 i Sturgis, Michigan, död den 5 oktober 1997, var en amerikansk entomolog som var specialiserad på tvåvingar, särskilt fritflugor.
Sabrosky arbetade på Systematic Entomology Laboratory vid USA:s jordbruksdepartement samt National Museum of Natural History, där hans samlingar finns bevarade.
Auktorsnamnet Sabrosky, C.W. kan användas för Curtis Williams Sabrosky i samband med ett vetenskapligt namn inom zoologin; se Wikipedia-artiklar som länkar till auktorsnamnet.